# Artistique-Europameisterschaft 1953

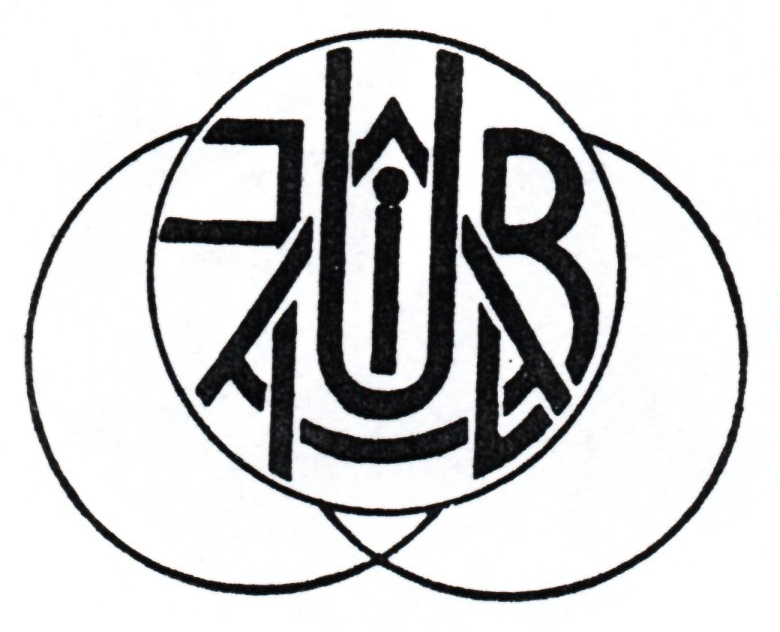
Logo UIFAB (ausrichtender Verband)

Veranstaltungsort: Bône

Die Billard-Artistique-Europameisterschaft 1953 war das siebte Turnier in dieser Disziplin des Karambolagebillards und fand vom 18. Juni bis zum 21. Juni 1953 im damaligen französischen Bône statt. Heute das algerische Annaba.

## Modus
Gespielt wurden 64 verschiedene Figuren mit verschiedenen Punktewertungen. Jeder Teilnehmer hatte pro Figur vier Versuche. Die maximale Punktzahl betrug 500 Punkte.

Gewertet wurde wie folgt:
1. Punkte = Erzielte Punkte
2. Versuche = Anzahl der gespielten Versuche
3. gelöste Figuren = gelöste Figuren
4. HS = Punkte der nacheinander gelösten Figuren
5. % = Prozentual gelöste Figuren

## Abschlusstabelle
| Platz                        | Name               | Punkte | Versuche | gel. Figuren | HS | %       |
| ---------------------------- | ------------------ | ------ | -------- | ------------ | -- | ------- |
| 1                            | René Vingerhoedt   | 226    | 203      | 32           | 67 | 45,20 % |
| 2                            | Joaquín Domingo    | 218    | 206      | 31           | 39 | 43,60 % |
| 3                            | Piet Kruythof      | 200    | 223      | 27           | 62 | 40,00 % |
| 4                            | Raymond Steylaerts | 172    | 217      | 24           | 30 | 34,40 % |
| 5                            | Roger de Becker    | 169    | 227      | 24           | 28 | 33,80 % |
| 6                            | Francisco Munte    | 153    | 225      | 22           | 29 | 30,60 % |
| 7                            | August Tiedtke     | 135    | 223      | 20           | 26 | 27,00 % |
| 8                            | Guy Lachmann       | 128    | 232      | 20           | 23 | 25,60 % |
| 9                            | Juan Ruiz-Guarner  | 111    | 235      | 17           | 17 | 22,20 % |
| 10                           | Rafael Macia       | 95     | 229      | 14           | 10 | 19,00 % |
| Turnierdurchschnitt: 32,14 % |                    |        |          |              |    |         |